# Овезов, Дангатар
Дангатар Овезов (туркм. Daňatar Öwezow, Даңатар Өвезов; 1 января 1911 — 5 мая 1966) — туркменский композитор и дирижёр. Народный артист Туркменской ССР (1961).

## Биография
Родился в ауле Мюльк-Юсуп на территории современного Марыйского этрапа Марыйского велаята Туркменистана.
Служил пастухом. В 1930 году окончил Ташкентский педагогический техникум. В 1930—35 годах работал в Ташкенте преподавателем.
Учился в Ленинградской консерватории у Н. Тимофеева. В 1940—1948 был первым секретарём туркменского отделения Союза композиторов СССР, с 1941 (год основания) по 1948 — главный дирижёр Туркменского театра оперы и балета. Считается одним из основоположников современной туркменской музыки. Народный артист Туркменской ССР (1961), лауреат Государственной премии Туркменской ССР имени Махтумкули (1966).
Автор опер «Шахсенем и Гариб» (1943), «Лейли и Меджнун» (1946, вместе с Ю. С. Мейтусом), «Айна» (1957, вместе с А. Г. Шапошниковым), песен, романсов и других сочинений.
Именем композитора названо Туркменское государственное музыкальное училище.

## Ссылка
- Овезов, Дангатар // Большая русская биографическая энциклопедия (электронное издание). — Версия 3.0. — М.: Бизнессофт, ИДДК, 2007.
- Туркмен совет энциклопеди